# Sørfold
67°31′29″N 15°32′20″Ø / 67.52472°N 15.53889°Ø
Sørfold er en kommune i regionen og landskapet Salten i Nordland fylke i Norge. Den grænser i nord til Steigen og Hamarøy, i syd til Fauske, og i vest til Bodø. I øst grænser den desuden til Sverige.

## Seværdigheder
Røsvik Gamle Handelssted. Røsvik

## Natur i Sørfold
- Andkjelvatnet
- Grovatnet
- Horndalsvatnet
- Røyrvatnet
- Storskogvatnet
- Trollvatnet

### Historie
- Salten Museum – Kjelvik Husmandsplads Arkiveret 9. juni 2007 hos  Wayback Machine
- Nasjonalbibliotekets fotografier fra Sørfold ca. 1880-1968 (3000 bilder)